# Rationality and Society
Rationality And Society est une revue sociologique qui publie des articles dans le domaine de la sociologie. L'éditeur du journal est Douglas D. Heckathorn (Université Cornell). La revue est publiée depuis 1989 et est actuellement modérée par SAGE Publications.
Rationality and Society publie sur des développements théoriques, la recherche empirique et l'analyse politique dans le cadre du paradigme de l'action rationnelle.

## Classement et index
Rationality And Society est indexé dans les bases de données suivantes : SCOPUS, et le Social Sciences Citation Index. Selon le Journal Citation Reports, son  facteur d'impact en 2016 est de 0.486, à un rang de 112 sur 143 journaux dans la catégorie "Sociologie".